# Carl Peters (film)
Pour plus de détails, voir Fiche technique et Distribution.
Carl Peters est un film allemand réalisé par Herbert Selpin, sorti en 1941. 
ll traite de la vie de l'explorateur Carl Peters. Jugé « anti-anglais » par les forces britanniques d'occupation, il est interdit en 1945. Ce film dure 117 minutes.
Il est aujourd'hui conservé à la fondation Friedrich Wilhelm Murnau à Wiesbaden.

## Synopsis
L'histoire débute à Londres en 1892. Les membres d'un club de la City discutent de Carl Peters qui vient de franchir la Manche, et des hommes de l'Intelligence Service s'interrogent de savoir s'il faut arrêter Peters avant qu'il ne suive son objectif africain et d'y consolider la position de l'Empire allemand.
Carl Peters retourne en Allemagne pour y recueillir des soutiens, mais ses projets d'exploration ne rencontrent que peu d'écho. Il part de son propre chef pour l'Afrique. Arrivé à Zanzibar, il tente de convaincre le consul allemand de le gagner à sa cause. Il a l'intention de fonder une colonie et d'en faire un protectorat du gouvernement impérial. Peters procède ensuite à la conclusion de traités commerciaux avec des chefs de tribus locaux, avant que les Anglais ou les Belges ne parviennent à le faire.
Carl Peters survit ensuite à une maladie tropicale et à une tentative d'empoisonnement de la part de l'Intelligence Service. Il reçoit finalement une lettre du Kaiser Guillaume l'assurant de sa protection pour sa colonie.
Carl Peters retourne ensuite en Afrique et traverse diverses épreuves, non seulement de la part des Anglais, mais aussi du directeur du département colonial de l'office impérial aux Affaires étrangères qui s'avère être juif. Carl Peters échappe au danger, mais son ami Jühlke en est la victime. Tandis que Peters mène à son terme son expédition, de mauvaises nouvelles parviennent de Berlin. Le chancelier Bismarck doit démissionner, mais Peters est nommé Reichskommissar (commissaire colonial).
De retour à Berlin, Peters doit s'expliquer devant le Reichstag, pour répondre d'accusations provenant des socialistes. Malgré le soutien d'un témoin, qui n'est autre qu'un évêque anglican de couleur installé par les Anglais, qui plaide en sa faveur, et malgré le discours enflammé que Peters prononce, il n'est pas entendu et doit démissionner.

## Fiche technique
- Réalisation : Herbert Selpin
- Scénario : Ernst von Salomon, Walter Zerlett-Olfenius (en), Herbert Selpin
- Musique : Franz Doelle
- Photographie : Franz Koch
- Montage : Friedel Buckow
- Musique : Franz Doelle
- Production : Bavaria Film
- Durée : 110 minutes (1h50)
- Dates de sortie : 21 mars 1941

## Distribution
- Hans Albers : Carl Peters
- Karl Dannemann : Karl Jühlke
- Fritz Odemar : le comte Pfeil
- Toni von Bukovics: Mme Peters
- Hans Leibelt : le professeur Engel
- Rolf Prasch (de) : l'empereur Guillaume II
- Friedrich Otto Fischer : le chancelier Bismarck
- Mohamed Husen : Ramasan
- Herbert Hübner : le conseiller de légation Kayser
- Erika von Thelmann (en) : Mme Kayser
- Hans Mierendorff : le consul allemand de Zanzibar
- Jack Trevor (en) : le consul anglais à Zanzibar
- Lea Niako : danseuse au club
- Theo Shall : Robert Mitchell
- Louis Brody : le chef de tribu est-africain